# 훗스위트

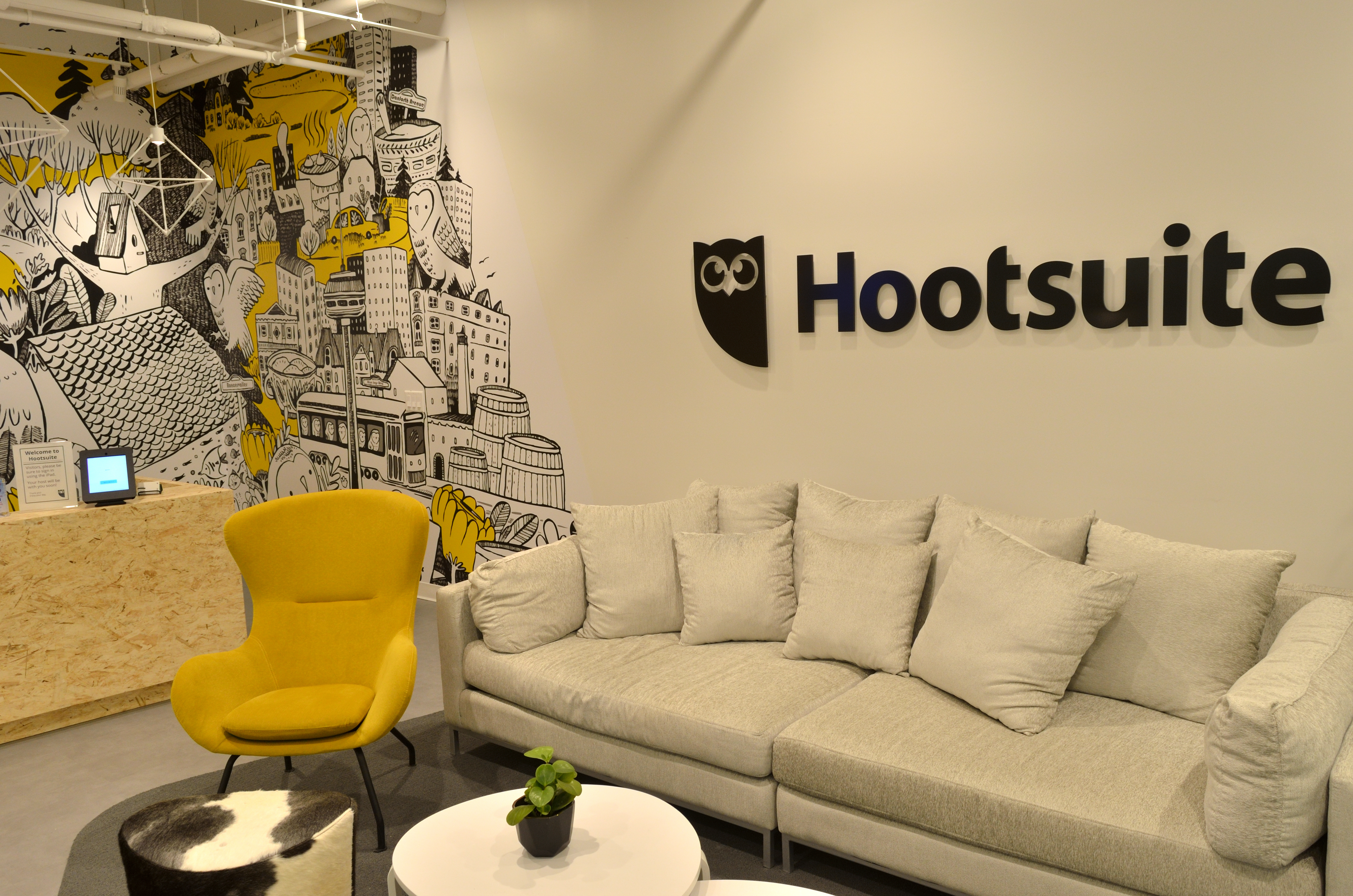
훗스위트 토론토 오피스

훗스위트(Hootsuite)는 2008년 라이언 홈스(Ryan Holmes)가 만든 소셜 미디어 관리 플랫폼이다. 시스템의 사용자 인터페이스는 대시보드 형식을 취하고 트위터, 페이스북, 인스타그램, 링크드인, 핀터레스트, 유튜브 및 틱톡에 대한 소셜 네트워크 통합을 지원한다.
밴쿠버에 본사를 둔 훗스위트는 토론토, 런던, 파리, 시드니, 부쿠레슈티, 밀라노, 로마, 멕시코시티 등 13개 지역에 약 1,000명의 직원을 두고 있다. 이 회사는 175개국 이상에서 1,600만 명 이상의 사용자를 보유하고 있다.

## 같이 보기
- 디지털 대시보드